# Smečka
Smečka (internationaler Titel: The Pack, englisch für die „Meute“ oder das „Rudel“) ist ein Coming-of-Age-Film von Tomáš Polenský, der im September 2020 beim Kinder- und Jugendfilmfestival in Zlín seine Premiere feierte und in dem es um Mobbing innerhalb einer Eishockeymannschaft geht.

## Handlung
David zieht mit seinen Eltern von Uherský Brod nach Zlín und wechselt hier zur Jugend-Eishockeymannschaft „Wölfe“. Doch schnell wird David von den anderen Jugendlichen gemobbt.

## Produktion

### Stab und Besetzung
Es handelt sich bei dem Film um das Regie- und Drehbuchdebüt von Tomáš Polenský. Der Regisseur, der in Zlín Film studierte, pendelte als Jugendlicher selbst zwischen Kutná Hora und Kolín hin und her, wo er zweiter Torhüter der Eishockeymannschaft war. Als er nach einigen Jahren wieder in Kutná Hora spielte, erhielten sie dort wenig später einen neuen Trainer, der seinen eigenen Torhüter mitbrachte. Da er keine Lust hatte, ständig auf der Bank zu sitzen, beendete er seine Profikarriere. „Ich habe Mobbing selbst durchgemacht. Als Opfer und als Täter“, so Polenský. Das Handtuch in der Dusche zu schwingen, wie im Film zu sehen, sei hierbei nicht das Schlimmste gewesen. So sei er nach dem Training einmal von seinen Teamkollegen in einem Pool unter Wasser gedrückt worden, was Polenský als eine der intensivsten Erfahrungen seines Lebens beschreibt. Umgekehrt habe er sich aber auch bei einem anderen Hockeycamp über einen Teamkollegen lustig gemacht, bis dieser weinte. „Vlci“, der Name der Mannschaft, der mit „Wölfe“ übersetzt werden kann, sei eine Metapher für das, was im Film passiert, so der Regisseur: „Wölfe leben in einem Rudel, und wenn jemand nicht in diesem Rudel arbeitet, wird er zur Arbeit gebissen.“
Der Nachwuchsdarsteller Tomáš Dalecký spielt David, Vlastina Svátková und Jirí Vyorálek seine Mutter und seinen Vater. Václav Vašák spielt Davids strengen Trainer, Patrik Děrgel dessen Assistenten. Im Film sind auch aktuelle Spieler der Eishockeymannschaft des HC Zlín und der ehemalige tschechische Eishockeyspieler Martin Hosták zu sehen.

### Dreharbeiten und Veröffentlichung

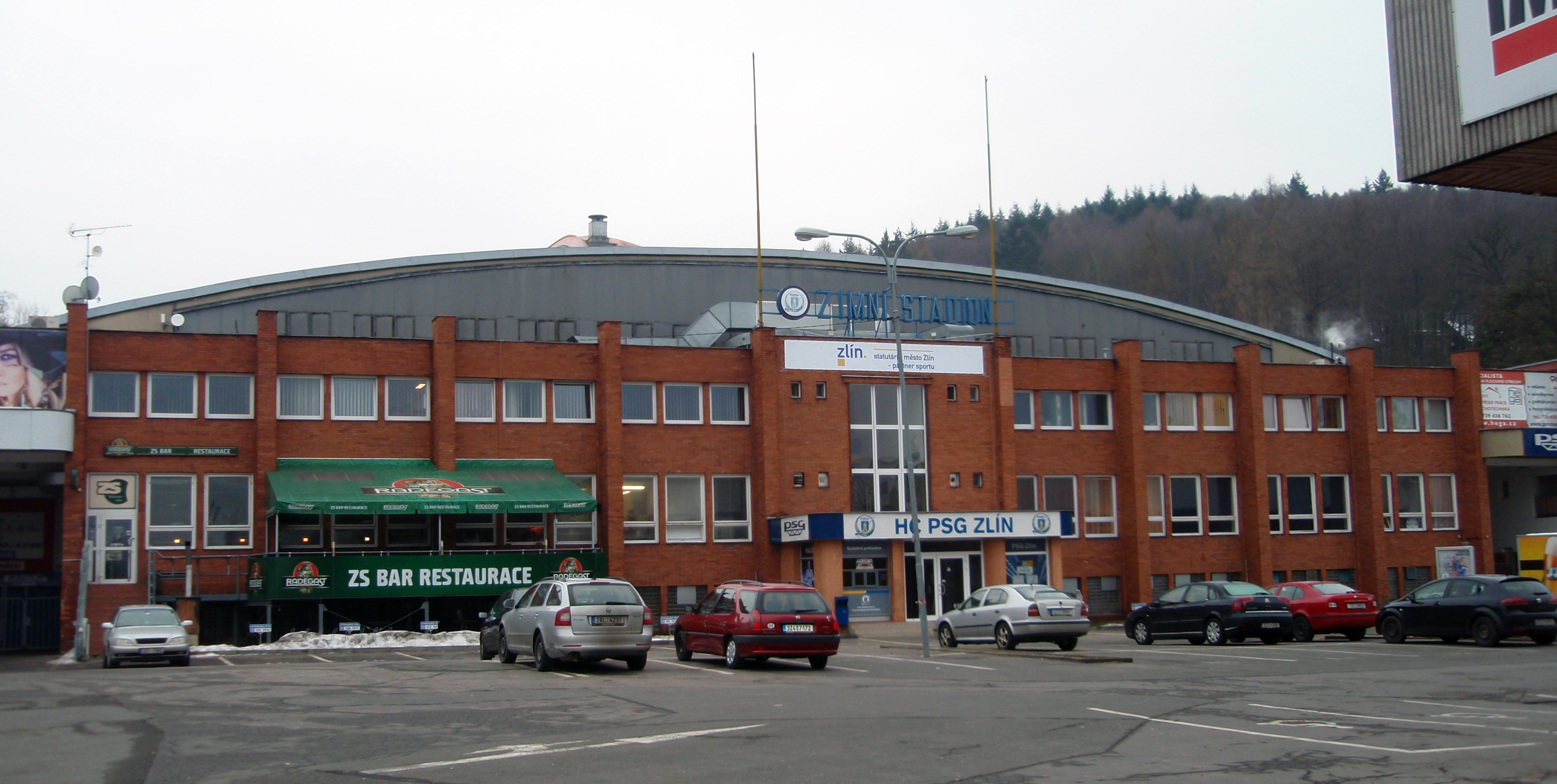
Die Spielstätte des PSG Berani Zlín mit seiner markanten Backsteinfassade, wo der Film gedreht wurde

Die Dreharbeiten fanden am Handlungsort, der tschechischen Industriestadt Zlín, statt, unter anderem im dortigen Stadion des HC Zlín, das im Film dem rot-schwarzen Vlků-Stadion als Kulisse diente. Lediglich zwei Drehtage fanden in Prag statt. Weitere Aufnahmen erfolgten in Jižní Svahy und Vizovice. Während der Film im Winter spielt, fanden die Dreharbeiten im Sommer 2019 statt.
Eine erste Vorstellung des Films erfolgte am 5. September 2020 ebenfalls in Zlín beim dortigen Kinder- und Jugendfilmfestival. Ebenfalls im September 2020 wird er beim International Film Festival Piešťany gezeigt. Am 8. Oktober 2020 kam er in die tschechischen Kinos. Anfang November 2020 wurde er bei den Nordischen Filmtagen Lübeck gezeigt. Ebenfalls im November 2020 wurde er beim Tallinn Black Nights Film Festival in der Jugendsektion vorgestellt, ebenso beim Minsk International Film Festival „Listapad“ in der Kinder- und Jugendsektion. Ende Mai, Anfang Juni 2022 wird er abermals beim Kinder- und Jugendfilmfestival in Zlín gezeigt.

## Auszeichnungen
Busan Film Festival Asian Project Market 2018
- Nominierung für den Busan Award

Minsk International Film Festival „Listapad“ 2020
- Nominierung in der Kinder- und Jugendsektion (Tomáš Polenský)[14]

Tallinn Black Nights Film Festival 2020
- Nominierung im Jugend-Wettbewerb[15]